# 木津太郎平

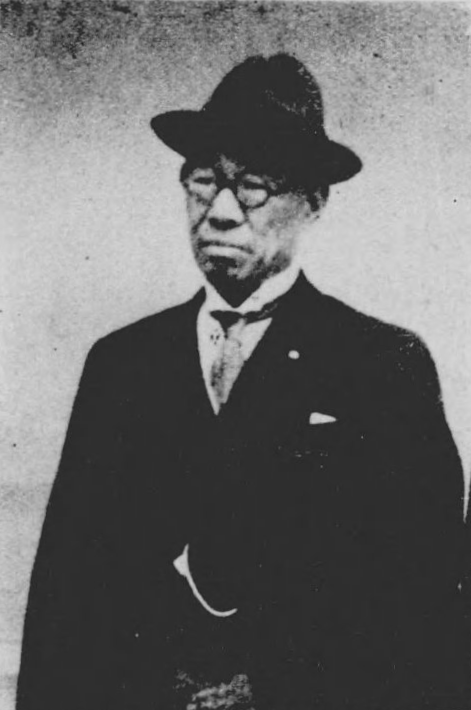
木津太郎平

6代 木津 太郎平（きづ たろへい、1875年（明治8年）12月14日 - 1950年（昭和25年）7月8日）は、明治時代後期から昭和時代前期の政治家、実業家。衆議院議員。富山県高岡市長。富山県多額納税者。幼名は清太郎。号・蒼石、杉雨。

## 経歴・人物
新川県射水郡高岡上川原町（石川県、富山県射水郡高岡上川原町を経て現・高岡市川原本町）で、先代・太郎平の長男として生れ、1903年（明治36年）3月に家督を相続し、幼名を改め、6代太郎平を襲名した。富山県立富山中学校（現富山県立富山高等学校）を卒業後、志願兵として従軍し陸軍歩兵中尉に任官する。日露戦争の功により功五級金鵄勲章および日独戦争の功により勲四等を叙勲される。
実業界では、越中倉庫・高岡新聞各社長、高岡電灯・高岡打綿・庄川水力電気・伏木板紙・高岡漁業各取締役、黒部鉄道・中越運輸各監査役、高岡米穀取引所・高岡信用組合各理事など要職を歴任し、富山県高岡商業会議所会頭に就任。
1912年（明治45年）5月、第11回衆議院議員総選挙（富山県高岡市、立憲政友会）で当選し、1915年（大正4年）3月の第12回総選挙（富山県高岡市、立憲政友会）でも再選され、衆議院議員に連続2期在任した。1938年（昭和13年）12月4日、推挙され高岡市長に就任した。1940年（昭和15年）11月、大政翼賛会富山県支部常務委員に就任した。ほか、北陸人造肥料を設立した。
戦後、公職追放となり、追放中の1950年（昭和25年）死去。

## 栄典
- 位階
  - 従七位[1][4][5]
- 勲章等
  - 功五級金鵄勲章[1]
  - 勲四等[1][4]

## 親族
- 弟：館哲二（内務官僚、参議院議員）[1]